# سيبير نوفوسيبيريسك
سيبير نوفوسيبيريسك (بالروسية: ФК «Сибирь» Новосибирск) هو نادي كرة قدم روسي تم تأسيسه في سنة 1936، ينافس هذا النادي في الدوري الروسي الممتاز منذ سنة 2010 وقد أنهى الموسم في الدوري الروسي في المركز ال11، ملعبه الرئيسي هو سبارتاك ستاديوم وألذي يسع ل12,500 متفرج.